# Christkindl

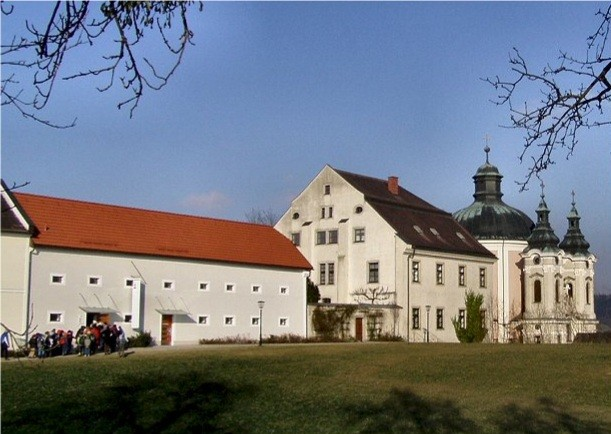
L'église et la maison paroissiale

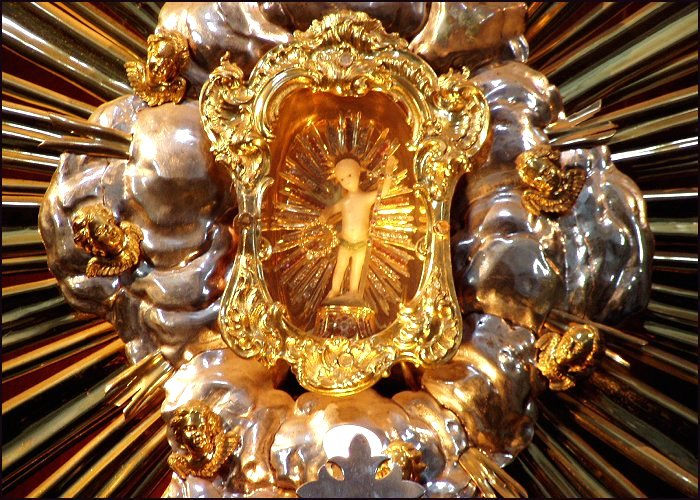
La figurine miraculeuse de l'Enfant-Jésus

Christkindl (littéralement Petit-Enfant-Jésus) est une commune cadastrale (Katastralgemeinde) de Steyr en Haute-Autriche. Elle tient son nom de l'église de pèlerinage de l'Enfant-Jésus (Christkindl en allemand).

## Histoire du pèlerinage
Le pèlerinage est centré autour de la petite figurine miraculeuse en cire de l'Enfant-Jésus, placée dans l'église. Son histoire remonte à Ferdinand Sertl qui est maître de chœur à Steyr au XVIIe siècle et chef de la brigade de pompiers. Commençant à souffrir d'épilepsie, il s'isole de ses compagnons et, dans un bois au bord de la rivière Steyr près du hameau de Himmel (qui signifie Ciel en français), il trouve enfin la solitude souhaitée pour mener une vie érémitique de prières. Il prie souvent aussi pour sa guérison devant une image de la sainte Famille qu'il a fixée à un arbre. Il se procure aussi une petite statuette de cire de l'Enfant-Jésus en 1695 et il remarque qu'au fil de ses prières son mal cesse, jusqu'à totalement disparaître. L'histoire de sa guérison commence à atteindre les villageois et ceux-ci font construire par un charpentier du village de Saint-Ulrich (Sankt Ulrich bei Steyr) une petite chapelle dans le bois, en 1699.
L'abbé de Garsten (de), Anselme Angerer (1683-1715), informe l'évêque de Passau du nombre croissant de pèlerins et de la nécessité de faire construire une église. Les travaux démarrent en 1702 sur les plans de Carlo Antonio Carlone, mais après une interruption et la mort du maître d'œuvre en 1708 sont repris par Jakob Prandtauer. L'église est consacrée en 1725.
Le tronc de l'arbre sur lequel était placée la figurine est enchâssé au-dessus du maître-autel baroque dessiné par Prandtauer et sculpté par Leonhard Sattler en 1720. Le tronc est entouré de nuages, d'anges et de putti, le tabernacle est en forme de globe avec la représentation sculptée des continents.
Le pèlerinage fut interrompu en 1787, à cause de leur interdiction par l'empereur Joseph II, influencé par le despotisme éclairé. L'église devient alors simple église paroissiale. Les pèlerinages reprennent à la mort de l'empereur.

## Histoire de la poste
L'Enfant-Jésus étant dans les pays catholiques d'Europe centrale celui qui donne les cadeaux, comme la figure de Saint Nicolas ou celle du Père Noël, aux petits enfants à la Noël, la poste de la commune est célèbre et reçoit des milliers de courriers. Elle fonctionne avec une oblitération spéciale du premier dimanche de l'Avent au 6 janvier à l'Épiphanie. Deux millions de lettres sont ainsi oblitérées.